# Slovenija v kvalifikacijah za nastop na Evropskem prvenstvu v nogometu 2008
Slovenija v kvalifikacijah za nastop na Evropskem prvenstvu v nogometu 2008, kamor se po šestem mestu v svoji kvalifikacijski skupini G ni uvrstila.

## Kvalifikacije

### Lestvica skupine G
| reprezentanca | točke | tekme | zmaga | remi | poraz | gol razlika |
| ------------- | ----- | ----- | ----- | ---- | ----- | ----------- |
| Romunija      | 29    | 12    | 9     | 2    | 1     | +19         |
| Nizozemska    | 26    | 12    | 8     | 2    | 2     | +10         |
| Bolgarija     | 25    | 12    | 7     | 4    | 1     | +11         |
| Belorusija    | 13    | 12    | 3     | 4    | 1     | -6          |
| Albanija      | 11    | 12    | 1     | 2    | 5     | -6          |
| Slovenija     | 11    | 12    | 1     | 3    | 2     | -7          |
| Luksemburg    | 3     | 12    | 1     | 1    | 0     | -21         |

### Tekme
| 2006-09-06 20:00 UTC+3 | Bolgarija                               | 3 – 0 | Slovenija | Stadion: Vasil Levski National Stadium, Sofija Gledalcev: 16,000 Sodnik: Claus Bo Larsen (Denmark) |
| 2006-09-06 20:00 UTC+3 | Bojinov 58' M. Petrov 70' Telkiyski 79' |       |           | Stadion: Vasil Levski National Stadium, Sofija Gledalcev: 16,000 Sodnik: Claus Bo Larsen (Denmark) |

| 2006-10-07 20:45 UTC+2 | Slovenija               | 2 – 0 | Luksemburg | Stadion: Arena Petrol, Celje Gledalcev: 3,500 Sodnik: Panicos Kailis (Cyprus) |
| 2006-10-07 20:45 UTC+2 | Novakovič 30' Koren 44' |       |            | Stadion: Arena Petrol, Celje Gledalcev: 3,500 Sodnik: Panicos Kailis (Cyprus) |

| 2006-10-11 18:00 UTC+3 | Belorusija                               | 4 – 2 | Slovenija            | Stadion: Dinamo Stadium, Minsk Gledalcev: 23,000 Sodnik: Viktor Kassai (Hungary) |
| 2006-10-11 18:00 UTC+3 | Kovba 18' Kornilenko 52' 60' Korytko 85' |       | Cesar 19' Lavrič 43' | Stadion: Dinamo Stadium, Minsk Gledalcev: 23,000 Sodnik: Viktor Kassai (Hungary) |

Mesto selektorja je prevzel Matjaž Kek
| 2007-03-24 17:00 UTC+1 | Albanija | 0 – 0 | Slovenija | Stadion: Loro-Boriçi Stadium, Shkodër Gledalcev: 12,000 Sodnik: Joseph Attard (Malta) |
| 2007-03-24 17:00 UTC+1 |          |       |           | Stadion: Loro-Boriçi Stadium, Shkodër Gledalcev: 12,000 Sodnik: Joseph Attard (Malta) |

| 2007-03-28 20:45 UTC+2 | Slovenija | 0 – 1               | Nizozemska | Stadion: Arena Petrol, Celje Gledalcev: 9,500 Sodnik: Manuel Mejuto González (Spain) |
| 2007-03-28 20:45 UTC+2 |           | van Bronckhorst 86' |            | Stadion: Arena Petrol, Celje Gledalcev: 9,500 Sodnik: Manuel Mejuto González (Spain) |

| 2007-06-02 20:45 UTC+2 | Slovenija   | 1 – 2 | Romunija               | Stadion: Arena Petrol, Celje Gledalcev: 6,000 Sodnik: Stuart Dougal (Scotland) |
| 2007-06-02 20:45 UTC+2 | Vršič 90+4' |       | Tamaş 52' Nicoliţă 69' | Stadion: Arena Petrol, Celje Gledalcev: 6,000 Sodnik: Stuart Dougal (Scotland) |

| 2007-06-06 21:00 UTC+3 | Romunija            | 2 – 0 | Slovenija | Stadion: Dan Păltinişanu, Timişoara Gledalcev: 22,000 Sodnik: Alon Yefet (Israel) |
| 2007-06-06 21:00 UTC+3 | Mutu 40' Contra 70' |       |           | Stadion: Dan Păltinişanu, Timişoara Gledalcev: 22,000 Sodnik: Alon Yefet (Israel) |

| 2007-09-08 17:00 UTC+2 | Luksemburg | 0 – 3                       | Slovenija | Stadion: Stade Josy Barthel, Luxembourg Gledalcev: 2,012 Sodnik: Sergiy Berezka (Ukraine) |
| 2007-09-08 17:00 UTC+2 |            | Lavrič 7' 47' Novakovič 37' |           | Stadion: Stade Josy Barthel, Luxembourg Gledalcev: 2,012 Sodnik: Sergiy Berezka (Ukraine) |

| 2007-09-12 19:45 UTC+2 | Slovenija        | 1 – 0 | Belorusija | Stadion: Arena Petrol, Celje Gledalcev: 4,000 Sodnik: Veaceslav Banari (Moldova) |
| 2007-09-12 19:45 UTC+2 | Lavrič 3' (pen.) |       |            | Stadion: Arena Petrol, Celje Gledalcev: 4,000 Sodnik: Veaceslav Banari (Moldova) |

| 2007-10-13 20:30 UTC+2 | Slovenija | 0 – 0 | Albanija | Stadion: Arena Petrol, Celje Gledalcev: 4,625 Sodnik: Duarte Nuno Pereira Gomes (Portugal) |
| 2007-10-13 20:30 UTC+2 |           |       |          | Stadion: Arena Petrol, Celje Gledalcev: 4,625 Sodnik: Duarte Nuno Pereira Gomes (Portugal) |

| 2007-10-17 20:30 UTC+2 | Nizozemska                 | 2 – 0 | Slovenija | Stadion: Philips Stadion, Eindhoven Gledalcev: 35,000 |
| 2007-10-17 20:30 UTC+2 | Sneijder 14' Huntelaar 88' |       |           | Stadion: Philips Stadion, Eindhoven Gledalcev: 35,000 |

| 2007-11-21 | Slovenija | 0 – 2                     | Bolgarija | Stadion: Arena Petrol, Celje Gledalcev: 4,000 Sodnik: Mike Mullarkey (England) |
| 2007-11-21 |           | Georgiev 81' Berbatov 84' |           | Stadion: Arena Petrol, Celje Gledalcev: 4,000 Sodnik: Mike Mullarkey (England) |